# Labský důl

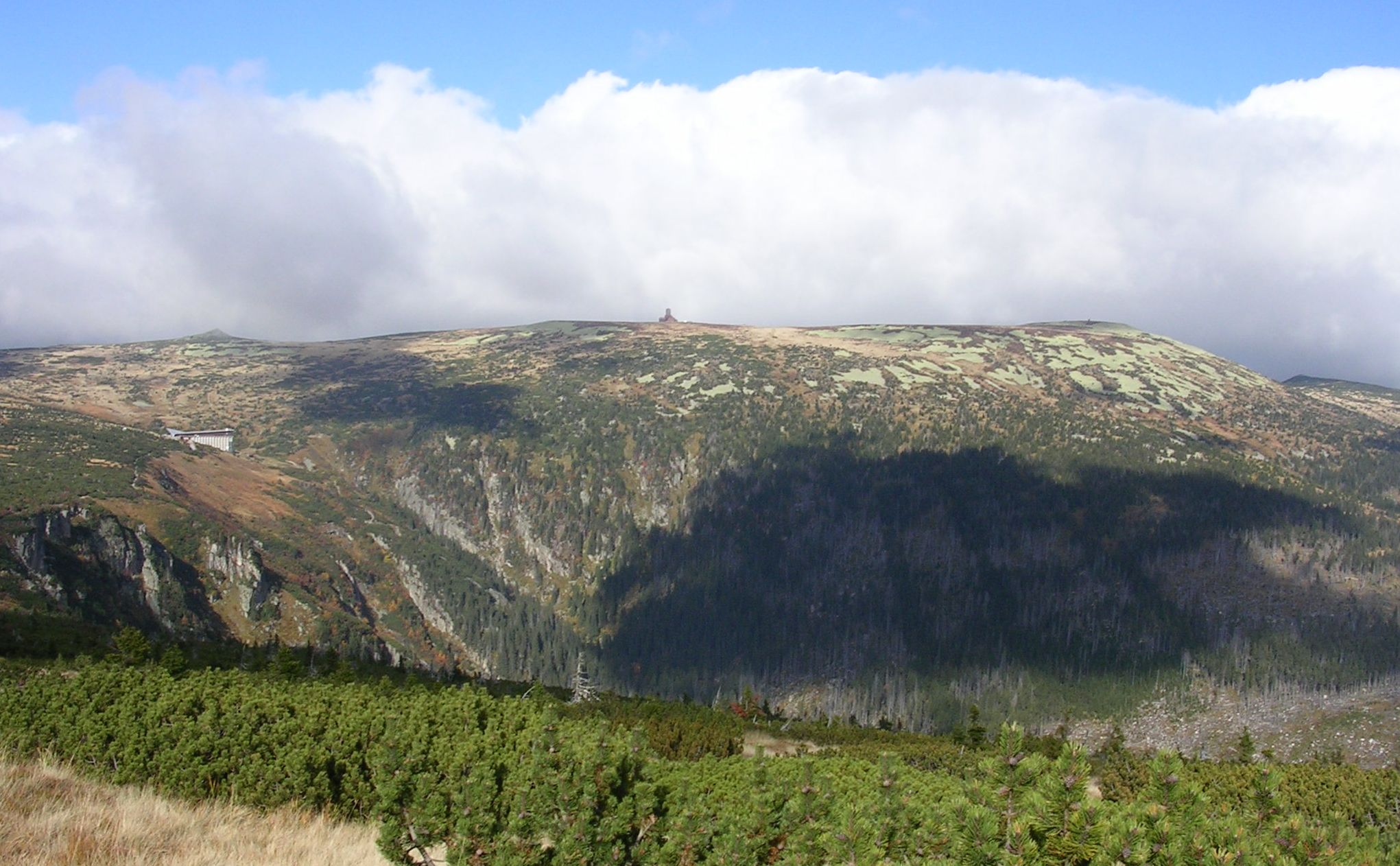
Dolina Łaby

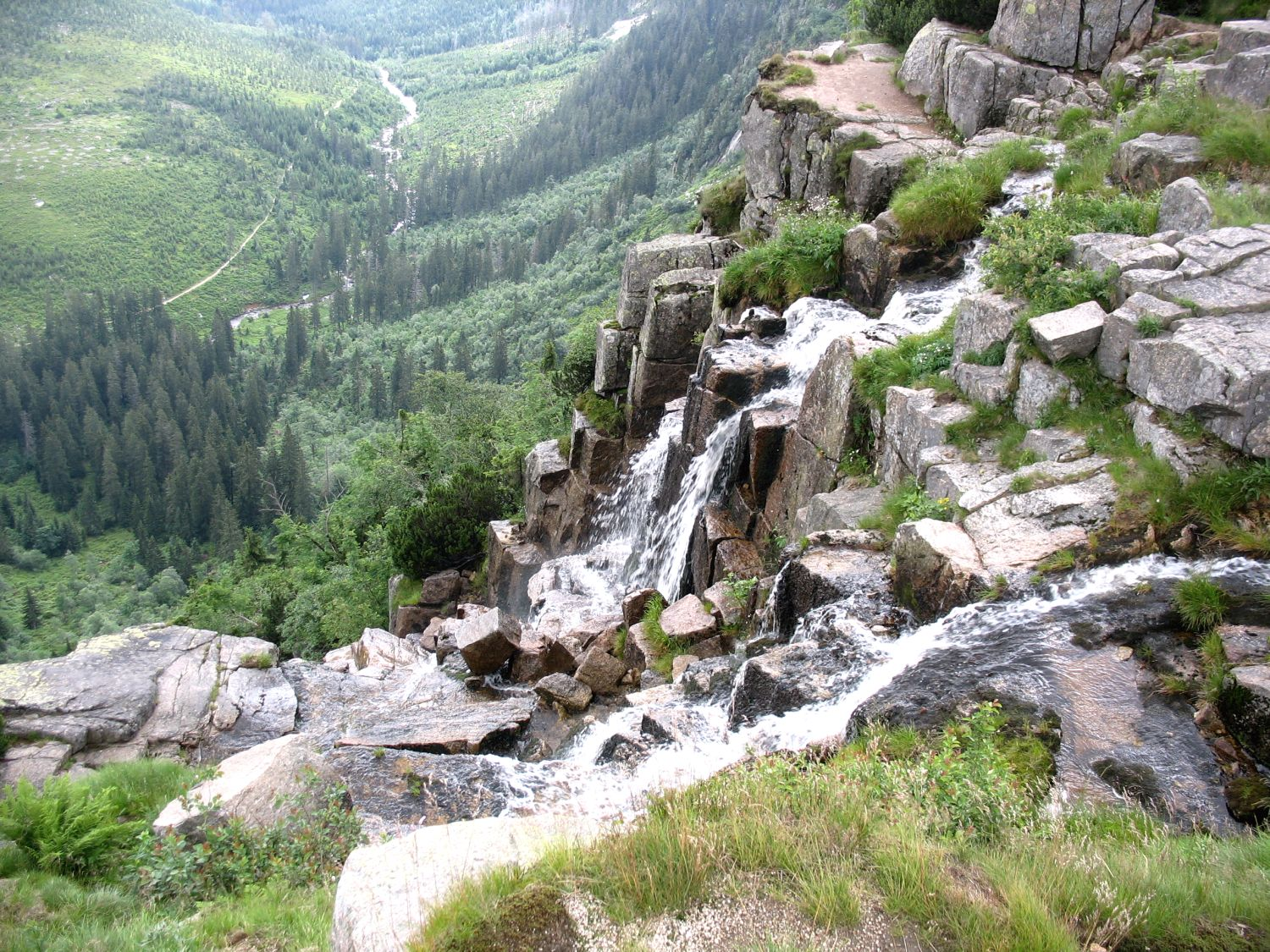
Pančavský vodopád w Dolinie Łaby

Labský důl, Łabski Kocioł, Dolina Łaby (niem. Elbgrund) – polodowcowa dolina górska długości 8 km, w Sudetach Zachodnich, w czeskiej części pasma Karkonoszy.

## Położenie
Dolina położona jest po czeskiej stronie Karkonoszy, około 10 km na północny zachód od miejscowości Szpindlerowy Młyn. Jest wcięta między Śląskim Grzbietem od północy a niewielkim grzbietem Karkonosz (czes. Krkonoš), stanowiącym część Czeskiego Grzbietu (czes. Český hřbet), od południowego zachodu i południa.

## Charakterystyka
Jest to skalista wysokogórska, U-kształtna dolina rzeczna pochodzenia lodowcowego o długości około 8 km. Stanowi fragment Sedmídolí.
Charakteryzuje się stromymi skalnymi ścianami dochodzącymi do 300 m wysokości, po których spływają źródliskowe cieki Łaby, tworząc długie ciągi kaskad i wodospadów. Dolina rozpoczyna się północnym zachodzie wysokim 20-metrowym Łabskim Wodospadem (Labský vodopad). Całkowita wysokość kaskad wynosi 50 m. Poniżej wodospadu rozciąga się Łabski Wąwóz (Labská rokle), otoczony skalistymi ścianami. Następnie dolina rozszerza się i skręca na południe. Jej wschodnie zbocze jest strome, sterczą z niego pojedyncze skały i grzędy skalne. Zbocze zachodnie jest bardzo strome, skaliste. Znajduje się tu Naworski Kocioł (Navorská jáma) i Kocioł Panczawy (Pančavská jáma). W Kotle Panczawy znajduje się Wodospad Panczawy (Pančavský vodopád) o wysokości 148 m – najwyższy wodospad Karkonoszy oraz Czech. Całkowita wysokość wszystkich kaskad Panczawskiego Wodospadu wynosi 250 m. Teren obfituje w mutony i wygłady lodowcowe. Znajduje się tu tzw. Głowa Krakonosza (Krakonošova hlava).
Dalej dolina ponownie rozszerza się i skręca ku wschodowi. Północne zbocze jest łagodniejsze i porośnięte lasem. Południowe jest skaliste. Znajduje się tu Kocioł Harracha lub Harrachowy Kocioł (Harrachova jáma) oraz liczne zerwy skalne. Lasy porastające to zbocze są bardziej pierwotne.
Dno doliny usłane jest głazami moreny dennej oraz bocznych. Przy ujściu Pudlawy, oraz niżej Medwiediego Potoku zachowały się polodowcowe formy moreny. Tworzą one 20-metrowe wysokie wały morenowe. Znajdują się tu również lawiniska składające się z ogromnych głazów. Najniższe moreny występują na wysokości 820 m n.p.m. Największy zasięg lodowca wynosił 4.000 m.
Dnem doliny płynie Łaba, meandrując korytem o szerokości 1,5 m i głębokości około 1 m. Po drodze pokonuje liczne bystrza i niewielkie wodospady.
W środkowej części Sedmidoli, w miejscu zwanym U Dívči lávky Łaba łączy się z Bílé Labe i zmienia kierunek na południowy. Tutaj kończy się Labský důl. Od tego miejsca dolina Łaby stanowi granicę pomiędzy zachodnimi i wschodnimi Karkonoszami.

## Budowa geologiczna i rozwój
Cały obszar doliny zbudowany jest z granitu karkonoskiego i produktów jego wietrzenia.
Badania bloków granitowych z moren znajdujących się w całej dolinie wykazały, że powstały one w czasie jednego zlodowacenia - bałtyckiego.
W dolnej części doliny lodowiec zaczął topnieć ok. 14 tys. lat temu.
W obrębie doliny, w zakolu Łaby, przewiercono (patrząc od dołu): piaski i żwiry, wyżej piaski i iły, a powyżej nich torfy. Cały profil ma miąższość 15 m. Jest on interpretowany, jako osady fluwioglacjalne (z topniejącego, znajdującego się wyżej lodowca), jeziorne i torfowiskowe. Profil ten dokumentuje okres od późnego glacjału po współczesność.
Najwyżej położone fragmenty lodowca miały stopnieć ok. 10 tys. lat temu.

## Flora
Górne partie Śląskiego i Czeskiego Grzbietu, powyżej górnej granicy lasu, porośnięte są kosodrzewiną. Poniżej rosną górnoreglowe lasy świerkowe, częściowo powalone wichurą bądź wyrąbane w ostatnich latach. Im niżej, tym bardziej są one przekształcone działalnością człowieka.
Niewielkie powierzchnie w górnych partiach doliny, a znacznie większe powyżej krawędzi zajmują torfowiska, wiszary, źródliska, łąki górskie, ziołorośla.
Najbogatsze są zbiorowiska tzw. ziołorośli, porastające wilgotne miejsca nad potokami i w pobliżu wodospadów. W tzw. Schustlerowej zahrádce (Schustlerowym Ogrodzie) naliczono ponad 150 gatunków roślin naczyniowych. Rosną tam m.in.: miłosna górska, modrzyk górski, lilia złotogłów, tojad mocny, ciemiężyca zielona, niebielistka trwała, gółka długoostrogowa i inne storczyki, bniec czerwony, lepnica rozdęta, jaskier platanolistny, rdest wężownik, prosienicznik jednogłówkowy, szarota norweska, szczaw alpejski, pięciornik złoty, bodziszek, szelężnik większy, przywrotnik prawie nagi, gwiazdnica gajowa, starzec, niezapominajka i in.. Na terenie kotła rośnie endemit: jarząb sudecki.

## Ochrona przyrody
Cały obszar doliny aż do ujścia Medwiediego Potoka znajduje się w obrębie czeskiego Karkonoskiego Parku Narodowego (Krkonošský národní park, KRNAP). Ponadto dolina wraz z leżącymi powyżej łąkami alpejskimi, zaroślami świerków i barwną florą stanowi rezerwat przyrody.

## Turystyka
Nad górną (zachodnią) krawędzią doliny położone jest schronisko Labská bouda. Również na stokach Śląskiego Grzbietu znajduje się kilka boud. W niektórych z nich są schroniska. Łączy je kilka szlaków turystycznych.
Dnem doliny prowadzi   – niebieski szlak turystyczny z miejscowości Szpindlerowy Młyn do schroniska Labská bouda. Droga, którą wiedzie do ujścia Pudlawy, nosi nazwę Harrachova cesta i została zbudowana w 1896 r..
Nad zachodnią krawędzią doliny biegnie   – czerwony szlak ze Szpindlerowego Młyna przez Horní Mísečky do schroniska Labská bouda.